# فیلیپ تولدو
فیلیپ تولدو (انگلیسی: Philippe Toledo؛ زادهٔ ۱۸ دسامبر ۱۹۸۳) بازیکن فوتبال اهل فرانسه است.
از باشگاه‌هایی که در آن بازی کرده‌است می‌توان به باشگاه فوتبال الچه اشاره کرد.